# Chorebus omolonicus
Chorebus omolonicus är en stekelart som beskrevs av Vladimir Ivanovich Tobias 1998. Chorebus omolonicus ingår i släktet Chorebus och familjen bracksteklar. Inga underarter finns listade i Catalogue of Life.